# Brúnahlíð í Eyjafirði
Brúnahlíð í Eyjafirði ist eine Siedlung im Nordosten von Island.
Sie liegt innen im Eyjafjörður etwa 2 km östlich des Flughafens von Akureyri.
Man erreicht Brúnahlíð von der Ringstraße  über die Eyjafjarðarbraut eystri , die östlich der Eyjafjarðará verläuft.
Brúnahlíð im Eyjafjörður gehört zu der Gemeinde Eyjafjarðarsveit und hat 69 Einwohner (Stand 1. Januar 2023).